# Kurt Runge (Ruderer)
Kurt Runge (* 13. September 1887 in Brandenburg an der Havel; † 6. November 1959 in Berlin) war Steuermann des deutschen Achters, der 1912 die olympische Bronzemedaille gewann.
Runge startete für den Berliner Ruderverein von 1876. 1912 siegte der Berliner Achter mit Otto Liebing, Max Bröske, Max Vetter, Willi Bartholomae, Fritz Bartholomae, Werner Dehn, Rudolf Reichelt, Hans Matthiae und Kurt Runge bei der Deutschen Meisterschaft vor dem Boot aus Mainz, das Boot vom Berliner RC Sport-Borussia gab auf.
Bei den Olympischen Spielen 1912 auf dem Djurgårdsbrunnsviken in Stockholm traten jeweils zwei Boote im K.-o.-System gegeneinander an. Der Achter des Berliner RV von 1876 siegte in der ersten Runde über einen ungarischen Achter. In der zweiten Runde trafen zwei Berliner Boote aufeinander, der RV von 1876 siegte über das Boot von Sport-Borussia. Im Halbfinale unterlag das Boot mit Runge den späteren Olympiasiegern vom Londoner Leander Club. Da nur drei Boote das Halbfinale erreichten, waren die Deutschen damit Olympiadritte.